# Nec pluribus impar

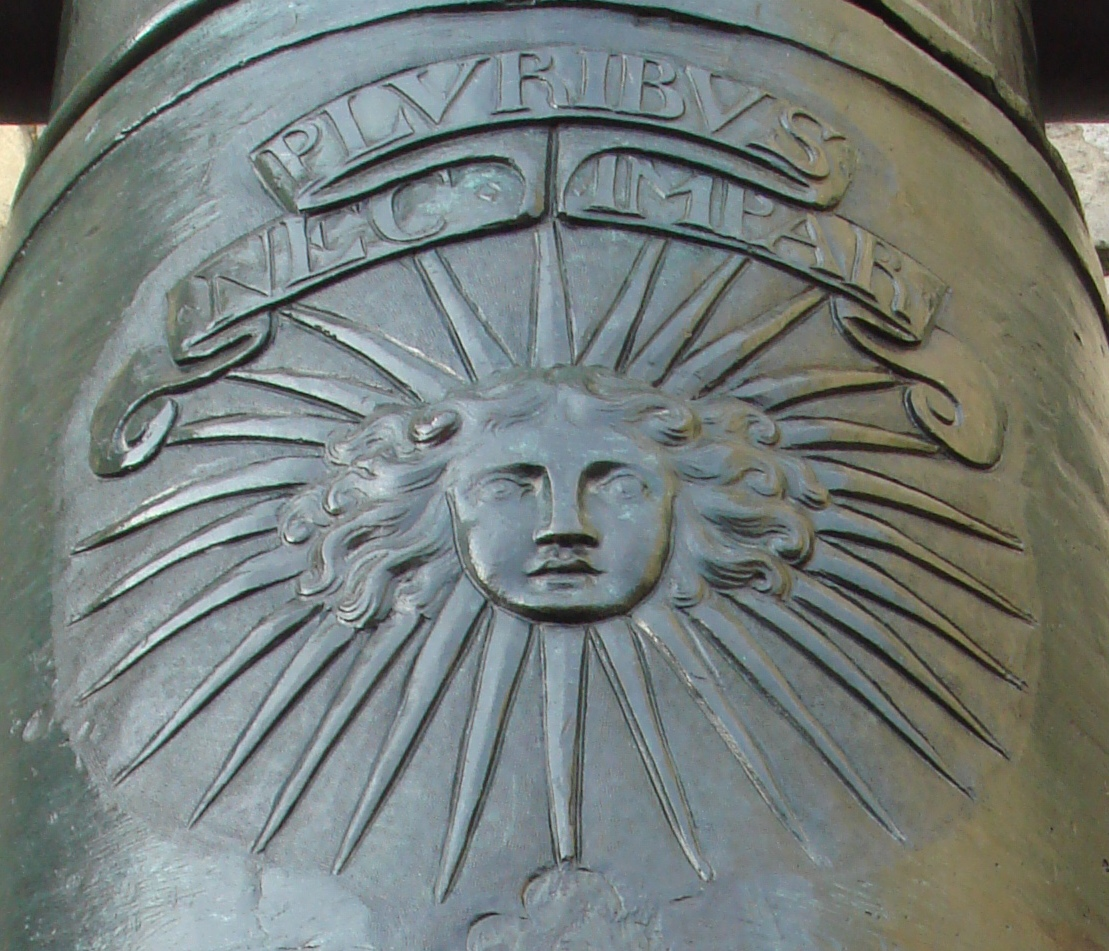

La locuzione latina Nec pluribus impar, tradotta letteralmente, significa non inferiore ai più.
Plus (dat. plur. pluribus), comparativo di maggioranza di multus, significa i più o la maggior parte, ma non significa tutti. La traduzione italiana resa con tutti e spesso riscontrata è perciò erronea. 
Questo motto fu scelto da Luigi XIV per essere impresso sul suo stemma, accompagnato all'immagine del sole che illumina con i suoi raggi la terra, volendo indicare che anche lui come il sole era al sopra di tutti e di tutto.